# 慣質
慣質（inerter）也稱為慣容，是控制理论有關機械網路的雙終端設備，作用在二個終端上的力大小相等、方向相等，和二個終點之間的相對加速度成正比。慣質的概念用在一级方程式赛车的車輛懸吊系統中，名稱為J-damper。
慣質可以用裝在齿条上的飛輪來實現，其效果類似在有彈簧的物體上增加其慣量。

## 發現
馬爾科姆·史密斯是剑桥大学控制理论工程学的教授，他第一個在一篇2002年的論文中提到慣質。史密斯擴展电路和機械網路之間的類比性（流動性類比），他觀察到其類比有不完整之處，因為在上述類比中，機械系統對應電容器的是質量，但電容器的電流和二端的電位差的微分成正比，質量只能類比一端接地（電位為零）的電容器，無法完整類比兩端電位都不是零的電容器。而他認為可以用齒輪以及飛輪來實現此一概念。
其產生的力可以用下式表示: {\displaystyle F=b({\dot {v}}_{2}-{\dot {v}}_{1})},
其中有一適當的常數b。

## 建構
線性的慣質可以用飛輪和齿条來建構。飛輪的樞軸是一個端點，而齿条是另一個端點。
旋轉的慣質可以結合飛輪以及差速器的環齒輪。差速器二端的齒輪則為二個端點。

## 應用
在慣質發明不久之後，慣質的原理就用在一级方程式赛车的懸吊系統中，名為J-damper。若針對輪胎的共振頻率進行調整，慣質可以減少懸吊系統的機械負載。邁凱倫車隊在2005年初開始使用J-damper，雷诺車隊很快也開始使用。
J-damper是2007年一级方程式间谍争议的核心議題，是Philip Mackereth離開邁凱倫車隊，加入雷诺車隊而所爆發的。

## 外部連結
- The Inerter Concept and Its Applications, lecture notes
- J-dampers in Formula 1 （页面存档备份，存于）